# 照光寺 (岡谷市)
照光寺（しょうこうじ）は、長野県岡谷市本町にある真言宗智山派の寺院。山号は城向山。院号は瑠璃院。中部四十九薬師霊場11番札所。

## 歴史
創建は明らかになっていないが、平安時代頃にはあったのではないかと推測されている。1452年には、諏訪大社下社秋宮の神宮寺の末寺となった。この頃、12坊を抱えるなど隆盛したが、戦乱や火災により衰微した。現在の堂宇は寛政4年（1792年）に大隅流宮大工の柴宮矩重の建築で、明治維新の際の神仏分離で下社神宮寺の仏像と仏具の多くが持ち込まれ、武田勝頼の持仏の千手観音も含まれた。
本尊は大日如来座像で、像高101cm、台座に正徳3年（1713年）の墨書銘がある。

## 関係者
住職は仏教学者の宮坂宥洪。その父で前住職宮坂宥勝（1921年 – 2011年）は仏教学者で、名古屋大学名誉教授、智山派管長（本山智積院）を務めた。

## 伽藍
- 本堂
- 鐘楼
- 山門
- 庫裡
- 薬師堂
- 開山堂
- 鬼子母神堂
- 蚕霊供養塔[3]

## 文化財
長野県宝
- 木造大日如来坐像

岡谷市指定文化財
- 本堂[4]
- 胎蔵界大日如来像
- 金剛界大日如来
- 弘法大師像
- 興教大師像
- 磐
- 木喰作不動明王像
- 木喰作大日如来画像
- 五点阿字軸
- 守屋貞治の石仏
- 千手観音、不動明王、毘沙門天

## 交通アクセス
- JR東日本中央本線岡谷駅から徒歩10分

### 周辺
- 岡谷十五社神社
- 岡谷城（跡）
- 三山神社
- 金山神社・小部澤社・穂見神社
- 魔王社
- 成田山蓮華不動院
- 国指定重要文化財 旧林家住宅
- 市立岡谷美術考古館
- 岡谷郵便局
- 岡谷総郷神社